# Cystodytes planus
Cystodytes planus is een zakpijpensoort uit de familie van de Polycitoridae. De wetenschappelijke naam van de soort werd in 1974 voor het eerst geldig gepubliceerd door Françoise  Monniot.